# Liste der Stolpersteine in Wiesbaden
Die Liste der Stolpersteine in Wiesbaden führt die vom Künstler Gunter Demnig verlegten Stolpersteine in Wiesbaden auf (Stand Dezember 2024: in Wiesbaden in der Innenstadt und den Vororten 784 Steine vor 427 Häusern). Das Aktive Museum Spiegelgasse für Deutsch-Jüdische Geschichte in Wiesbaden e. V. verlegt in Zusammenarbeit mit dem Künstler seit 2008 die Stolpersteine im Stadtgebiet Wiesbaden und den Vororten. Die Stadt Wiesbaden unterstützt das Projekt durch den Beschluss des Ausschusses für Bürgerbeteiligung, Völkerverständigung und Integration des Stadtparlaments.
Die Bürger der Stadt können mit einer Stolpersteinpatenschaft das namentliche Gedenken an die Opfer des Nazi-Terrors in Wiesbaden unterstützen. Bezugspunkt für eine Patenschaft kann die Straße oder das Haus sein, wo die Menschen gewohnt haben, an die erinnert werden soll, vielleicht auch der Beruf der Opfer oder aber der Kontakt zu deren Nachkommen und Familienangehörigen der Opfer, die sich haben retten können.
Bis 1933 lebten in Wiesbaden über 3000 Menschen jüdischen Glaubens bzw. jüdischer Herkunft. Bereits Ende Oktober 1938 sind etwa 80 von ihnen nach Polen abgeschoben worden. Anfang 1942 waren in der Stadt nur noch rund 1.000 von den NS-Rassisten so genannte „Volljuden“ registriert. Am 23. Mai 1942 wurden die ersten 27, am 10. Juni dann weitere zirka 380 Juden mit der Reichsbahn über Frankfurt am Main gen Osten deportiert, um dort ermordet zu werden. Beim Einmarsch der Amerikaner im Frühjahr 1945 befanden sich nur noch zirka 20 Menschen jüdischer Herkunft in Wiesbaden. Die Hälfte der Juden, die einstmals hier beheimatet waren, sind dem nationalsozialistischen Völkermord zum Opfer gefallen.
Wegen Differenzen zwischen dem Aktiven Museum Spiegelgasse in Wiesbaden und dem Künstler Gunter Demnig wurden ab November 2017 keine Stolpersteine mehr im Stadtgebiet verlegt (ab Juli 2018 dann wieder). Dabei gehe es um den Gebrauch von Begriffen aus der Nazisprache auf den kleinen Mahnmalen, so der Museumsverein, der die Stolpersteinverlegungen koordiniert. Demnig hingegen betont auf seiner Internetseite, dass die deutliche Sprache auf den Stolpersteinen die Zeitgeschichte dokumentieren solle. Kritik an der Beschriftung kam schon 2014 bei der Verlegung von Stolpersteinen auf.
Die Stadtteile sind nach der Liste der Ortsbezirke in Wiesbaden angelegt.
 Karte mit allen Koordinaten: OpenStreetMap | WikiMap
| Innere Bezirke                                       |
| ---------------------------------------------------- |
| Mitte • Nordost • Südost • Rheingauviertel • Westend |

| Äußere Bezirke |
| --- |
| Biebrich • Bierstadt • Breckenheim • Delkenheim • Dotzheim • Erbenheim • Mainz-Kastel • Nordenstadt • Schierstein • Sonnenberg |

## Stolperstein-Apps
App Store (iOS) und Google Play Store: Stolpersteine in Wiesbaden. Alle Stolpersteine und Erinnerungsblätter in der Stolperstein-App für Wiesbaden.